# Yuriko Koike

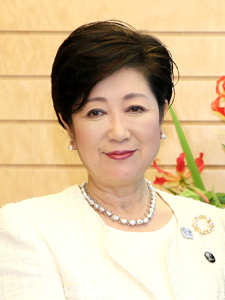
Yuriko Koike (2017)

Yuriko Koike  (jap. 小池 百合子, Koike Yuriko; * 15. Juli 1952 in Ashiya, Präfektur Hyōgo, Japan) ist eine japanische Politikerin (NJP→NFP→LP→KP→LDP→ToFi→ToFi/Kibō→ToFi) und seit 2016 Gouverneurin der Präfektur Tokio in Ostjapan. Von 1992 bis 1993 war sie Mitglied des Oberhauses für den nationalen Verhältniswahlkreis und von 1993 bis 2016 Mitglied des Unterhauses, zunächst aus Hyōgo ([Mehrmandats-]Wahlkreis 2→Wahlkreis 6) und ab 2005 aus Tokio (Wahlkreis 10). Die Zeitschrift Time führte sie 2017 als eine der weltweit einhundert einflussreichsten Persönlichkeiten auf.

## Leben

### Werdegang
Yuriko Koike besuchte eine städtische Grundschule in Ashiya, anschließend die Kōnan-Mädchen-Mittel- und Oberschule (Kōnan joshi chūgakkō/kōtōgakkō), eine private, der Kōnan-Universität angeschlossene Schule in Hyōgos Hauptstadt Kōbe. Ihr Studium führte sie ab 1971 an die Kwansei-Gakuin-Universität, ab 1972 an die Amerikanische Universität zu Kairo. 1976 schloss sie vorgeblich ihr Soziologiestudium an der Universität Kairo mit einem Bachelor of Arts ab. Danach arbeitete sie hauptsächlich als Dolmetscherin, Journalistin und ausgewiesene Kennerin der arabischen Sprache und Kultur. Nach und nach traten diesem Profil zunächst ehrenamtliche politische Positionen hinzu.
1992 zog sie über die Verhältniswahlliste der Neuen Japan-Partei ins Oberhaus ein. Ein Jahr später wechselte sie ins Unterhaus, wo sie im 2. Wahlkreis der Präfektur Hyōgo ein Direktmandat erringen konnte. Koike wechselte später in die Neue Fortschrittspartei, nach deren Auflösung in die Liberale Partei von Ichirō Ozawa und schließlich in die Konservative Partei, bevor sie 2002 in die LDP eintrat. Sie schloss sich der Mori-Faktion an.
Bei den Neuwahlen von 2005 wurde sie als loyale Koizumi-Anhängerin und Befürworterin der Postprivatisierung im 10. Wahlkreis von Tōkyō gegen den „LDP-Rebellen“ Kōki Kobayashi (Neue Partei Japan) aufgestellt und mit deutlichem Vorsprung gewählt. 2009 verlor sie den Wahlkreis an die Demokratin Takako Ebata.

### Ministerin

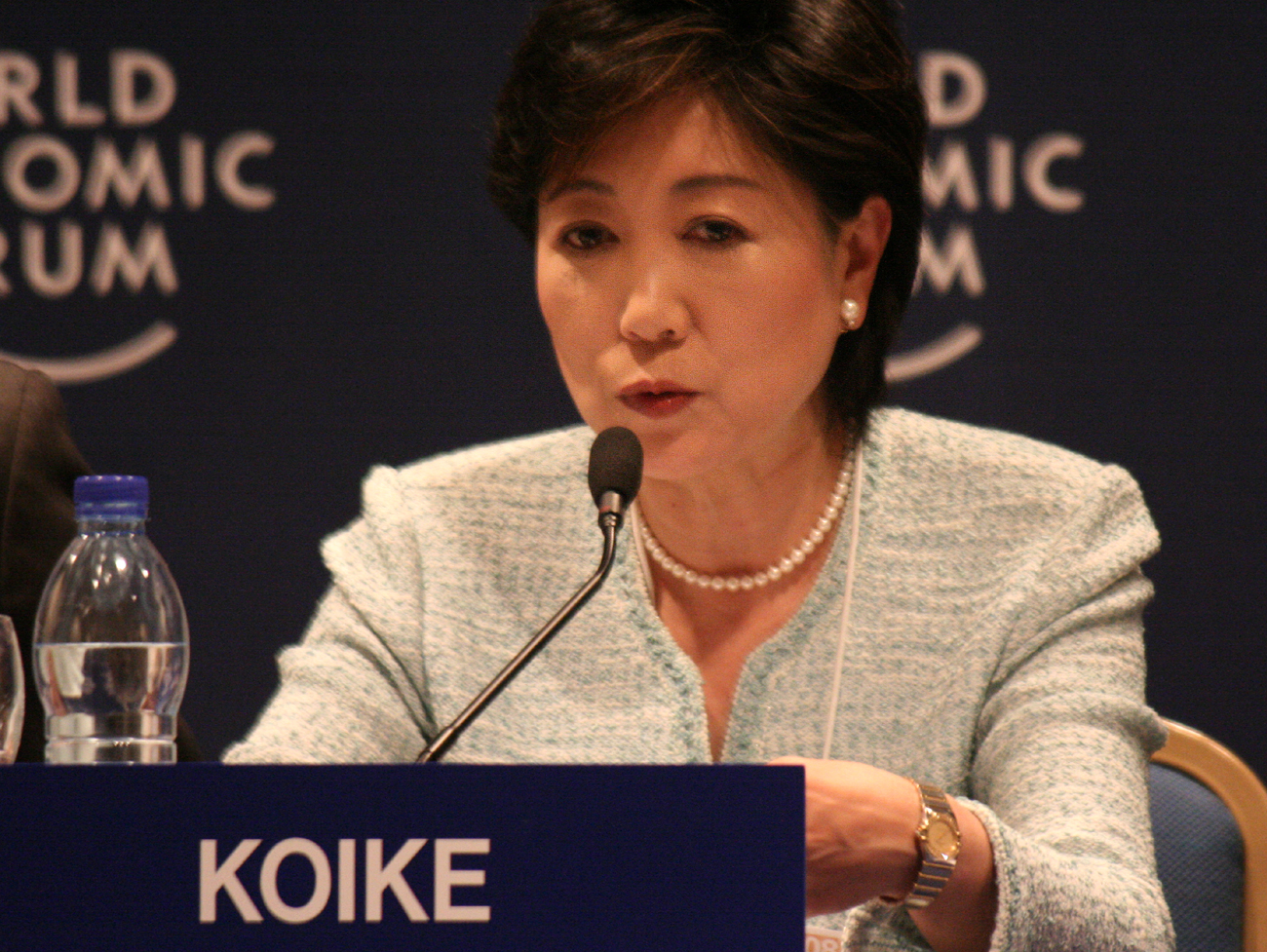
Yuriko Koike (2008)

Im dritten Kabinett Koizumi war Koike Umweltministerin und Staatsministerin für Angelegenheiten von Okinawa und der Nördlichen Territorien.
Anfang Juli 2007 ernannte der damalige Premierminister Shinzō Abe Koike zur Nachfolgerin des ehemaligen Verteidigungsministers Fumio Kyūma, der aufgrund umstrittener Äußerung zu den Atombombenabwürfen auf Hiroshima und Nagasaki zurücktrat. Koike selbst trat Ende August 2007 selbst zurück, was mit dem Durchsickern geheimer Details bei der Koproduktion eines amerikanisch-japanischen AEGIS-Zerstörers zusammenhing, wofür Koike die Verantwortung übernehmen wollte, was bis dahin niemand zuvor getan habe. Japanische Medien vermuten jedoch eine fehlgeschlagene Personalentscheidung Koikes als Hintergrund des Rücktritts. Sie habe ihren Amtsstellvertreter Takemasa Moriya im tatsächlichen Zusammenhang mit dem Informationsleck ersetzen wollen, sich jedoch nicht gegen den zuständigen Kabinettssekretär Yasuhisa Shiozaki durchsetzen können, der behauptete, nicht rechtzeitig informiert gewesen zu sein. Die darauffolgende öffentliche Auseinandersetzung verursachte Koikes Gesichtsverlust, was wiederum ihre Wiederernennung im Zuge einer anstehenden Kabinettsumstellung durch Premierminister Abe in Frage gestellt hat. Am 16. August hatte sie sich noch geweigert, zurückzutreten, und Kabinettssekretär Shiozaki kritisiert.
2008 kandidierte sie als erste Frau bei der Wahl zum LDP-Vorsitz, an den in der Regel das Amt des Premierministers geknüpft ist. Sie landete hinter Tarō Asō und Kaoru Yosano auf dem dritten Platz. Von 2010 bis 2011 erhielt Koike unter dem Parteivorsitzenden Sadakazu Tanigaki als Vorsitzende des Exekutivrats (sōmukai) der LDP erstmals eines der „drei Parteiämter“. Koike ist eine von fünf Vize-Generalsekretären der als revisionistisch geltenden Nippon Kaigi.

### Gouverneurin der Präfektur Tokio

Sieger der Gouverneurswahl 2016 nach Gemeinde (Koike grün, Masuda rot): Vor allem in den Sonderbezirken und kreisfreien Städten Tokios siegte Koike mit deutlichem Vorsprung, am klarsten im Bezirk Toshima in ihrem vormaligen Unterhauswahlkreis 10, sie gewann aber auch in den meisten der ländlicheren Gemeinden im Westen; nur im Dorf Hinohara sowie einigen der Inselgemeinden erhielt Masuda die meisten Stimmen.

Nach ihrem Ausstieg aus der nationalen Politik setzte sie sich bei der Gouverneurswahl in Tokio 2016 klar mit 44,5 % der Stimmen gegen den ehemaligen Gouverneur von Iwate, Hiroya Masuda (LDP, Kōmeitō, Kokoro; 27,4 %), den linken Kandidaten Shuntarō Torigoe (DP, KPJ, SDP, Net, Seikatsu, NSP, Grüne; 20,6 %) und 18 weitere Konkurrenten durch und wurde damit als erste Frau in dieses Amt eingeführt. Ihr Vorgänger Yōichi Masuzoe war wegen eines Spesenskandals zurückgetreten. Die LDP unterstützte ihre Kandidatur nicht. Für die Präfekturparlamentswahl in Tokio 2017 gründete sie das Kibō no Juku (希望の塾; etwa „Schule der Hoffnung“), um für die von ihr ins Leben gerufene regionale Partei Tomin First no Kai (都民ファーストの会; etwa „Vereinigung Präfekturbürger zuerst“, wobei sich „Präfektur“ eindeutig auf Tokio bezieht, da Tōkyō die einzige -to ist, die anderen 46 Präfekturen sind -dō, -fu oder -ken) Kandidaten zu rekrutieren. Mit dieser zielte sie auf eine alleinige absolute Mehrheit und wollte somit die LDP im Präfekturparlament schwächen. Zum 1. Juni 2017 trat Koike aus der LDP aus und übernahm offiziell den Vorsitz der Tomin First no Kai. Koike schaffte es schließlich, stärkste Kraft im Parlament zu werden und die LDP deutlich zu schwächen. Die angestrebte absolute Mehrheit im Parlament konnte sie zunächst durch ihr Bündnis mit Kōmeitō und Tōkyō Seikatsusha Network erreichen; wobei die Kōmeitō dieses im November 2017 angesichts der Tätigkeiten Koikes auf nationaler Ebene verließ. Sie verfügt nun parteilich nicht mehr über eine Mehrheit im Parlament.

#### Zwischenzeitliche Rückkehr in die nationale Politik
Am 25. September 2017 gründete Koike zusammen mit neun Unter- und Oberhausabgeordneten die konservative Partei Kibō no Tō (希望の党; „Partei der Hoffnung“) im Hinblick auf die Shūgiin-Wahl 2017 und ernannte sich zur Vorsitzenden. Die Demokratische Fortschrittspartei gab daraufhin bekannt, keine eigenen Kandidaten für die Wahl aufstellen zu wollen und versicherte ihren Mitgliedern, sie im Falle einer Kandidatur für die Kibō no Tō zu unterstützen. Diese Maßnahmen führten zu einer grundlegenden Umstrukturierung der Oppositionsparteien in einem relativ kurzen Zeitraum. Beispielsweise gründete Koikes ehemaliger Parteikollege aus Zeiten der Neuen Japan-Partei, Yukio Edano, Anfang Oktober 2017 die eher linksliberale Konstitutionell-Demokratische Partei (kurz KDP). Koike selbst kandidierte nicht für einen Sitz im Unterhaus, da sie sonst als Gouverneurin hätte zurücktreten müssen. Die KDP konnte schließlich eine höhere Anzahl an Sitzen (54) gewinnen als die Kibō no Tō (50) und die Regierungskoalition aus LDP und Kōmeitō ihre Zwei-Drittel-Mehrheit verteidigen. Das Wahlergebnis bezeichnete Koike als eine „Niederlage“, zumal die Partei 235 Kandidaten aufgestellt hatte, was etwas mehr als der Hälfte der verfügbaren Sitze entspricht. Als Konsequenz trat sie am 14. November 2017 von ihrem Posten als Parteivorsitzende zurück und wolle sich zukünftig nach eigener Aussage wieder auf die Präfekturpolitik konzentrieren.

#### Zweite Amtszeit

Gemeldete COVID-19-Fallzahlen pro Einwohner in Tokio nach Gemeinde

Bei der Gouverneurswahl im Juli 2020 wurde Koike gegen 21 Kandidaten souverän mit absoluter Mehrheit für eine zweite Amtszeit wiedergewählt. Eines ihrer Wahlversprechen hat sie im Oktober 2020 formal eingelöst: Hauptsächlich aus Teilen des Amts für Soziales und Gesundheit der Präfekturverwaltung wurde zur zentralen Bündelung von Pandemiebekämpfungsaufgaben nach US-Modell ein „Tokioter CDC“ (東京感染症対策センター Tōkyō kansenshō taisaku center) eingerichtet. Unterdessen waren die COVID-19-Fallzahlen in der Präfektur seit dem Beginn des Sommers 2020 wieder deutlich gestiegen (siehe COVID-19-Pandemie in Japan).